# Ejército de Estonia
El Maavägi (en español: Fuerzas Terrestres) Archivo de audio "Est-Army.ogg" no encontrado es el nombre de las fuerzas terrestres unificadas de la República de Estonia. Cuenta con un papel de formación militar ofensiva entre sus Fuerzas de Defensa. El tamaño medio de su formación en tiempos de paz es de unos 6.000 efectivos de los cuales unos 2.700 son reclutas.
Las prioridades de desarrollo del ejército son su capacidad para participar en misiones fuera del territorio nacional y la capacidad de realizar operaciones para proteger el territorio de Estonia, también en cooperación con sus aliados. El componente del ejército en la estructura operativa consiste en una brigada de infantería y una estructura de seguridad nacional. La Brigada de Infantería actúa como un marco de formación y estructura de apoyo para las unidades que se desplieguen. Las unidades de la estructura de seguridad nacional tendrán la capacidad para llevar a cabo tareas militares en su territorio y apoyar las estructuras civiles.

## El Ejército de Reserva
El Ejército estonio está estructurado según el principio de una fuerza de reserva que significa que la mayor parte de las fuerzas de defensa del Estado son las unidades en la reserva. Para un estado con pocos recursos humanos y económicos, una fuerza de reserva basada en la voluntad de defensa de los ciudadanos es la única forma viable de la defensa nacional.
En tiempo de paz los reservistas realizan una vida normal y el estado se encarga de su formación y la adquisición de equipos y armas. En tiempo de guerra los reservistas se movilizan en unidades militares. Las unidades de reserva se forman en el principio territorial, es decir, los reclutas de un área son llamados a la vez a una unidad y el servicio de su envío a la reserva como una unidad. El Ejército estonio está siempre en constante preparación para la defensa, en cooperación con los demás servicios.

## Estructuración en tiempos de paz

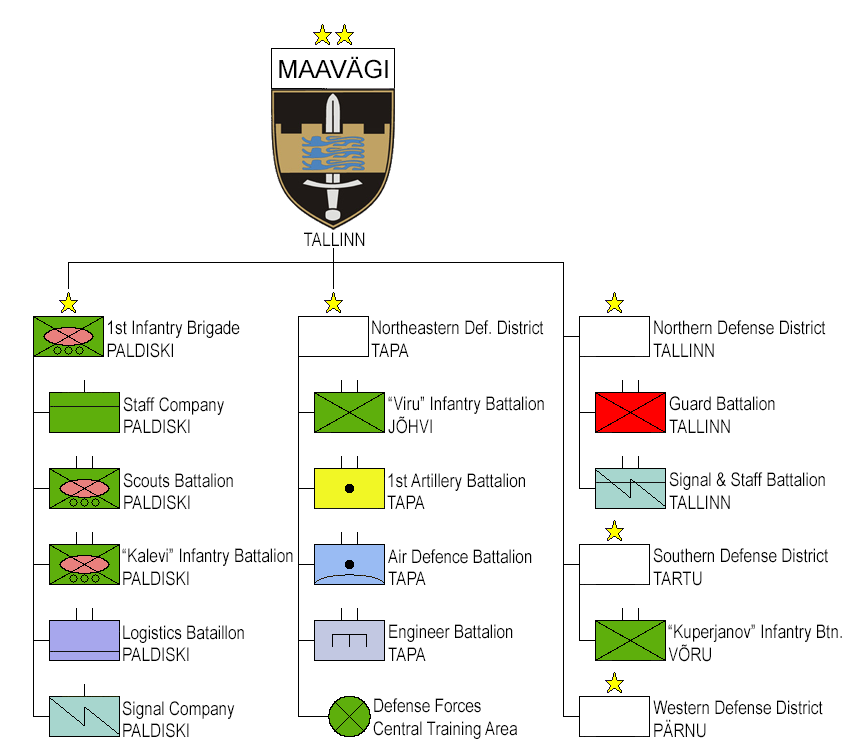
Estructura del Maavägi en tiempo de paz

1ª Brigada de Infantería 
- Batallón de Reconocimiento
- Batallón de Infantería Kalevi
- Batallón Logístico

 Distrito Nordeste de Defensa (Tapa)
- Batallón de Ingenieros (Tapa)
- 1er Batallón de Artillería (Tapa)
- Batallón de Defensa Aérea (Tapa)
- Área Central de Entrenamiento
- Batallón de Infantería Viru (Jõhvi)

Distrito Norte de Defensa (Tallin)
- Batallón de Señales y Personal
- Batallón de la Guardia

Distrito Sur de Defensa (Tartu)
- Batallón de Infantería Kuperjanov

Distrito Occidental de Defensa (Pärnu)

## Equipamiento
Desde el restablecimiento de las Fuerzas de Defensa de Estonia el 3 de septiembre de 1991, el Maavägi ha desarrollado con grandeza. Hoy en día la Fuerza Terrestre opera con armas modernas y sistemas de armas en las misiones extranjeras y futuros campos de batalla. A pesar de que el apoyo logístico actual sigue basándose en gran variedad de diferentes y sobre todo en antiguos vehículos occidentales, también soviéticos, la modernización de la rama del ejército está en la agenda política de defensa nacional. En los últimos años Estonia ha comprado los vehículos de transporte más modernos para sus fuerzas armadas.

## Operaciones

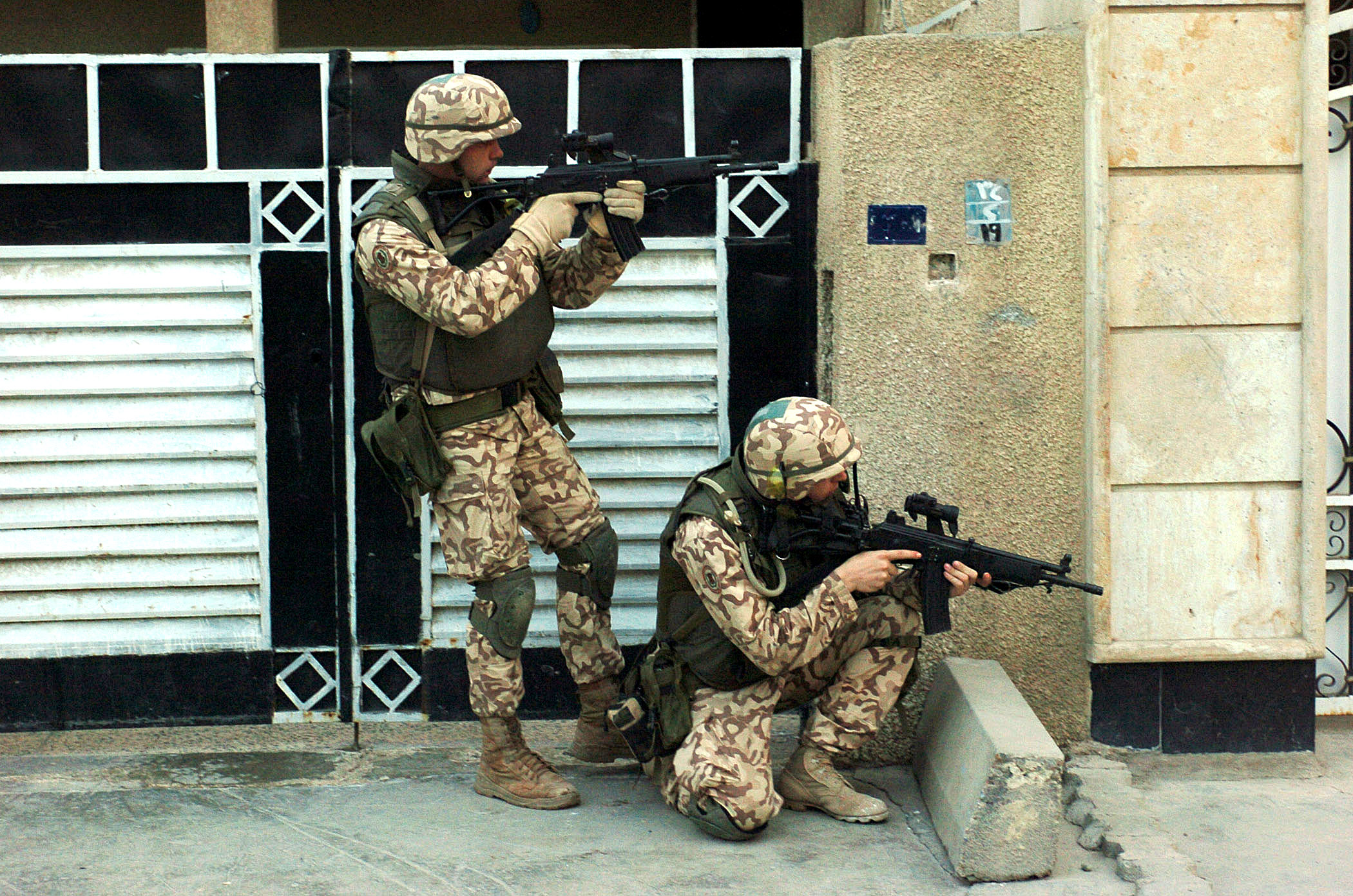
El Sargento 1º Sigmar Zelinski y el soldado Eiko Oim del Batallón de Reconocimiento, Fuerzas de Defensa de Estonia, patrullando en Bagdad, Irak

Estonia ha participado en operaciones militares internacionales desde 1995. La participación en operaciones internacionales representa una importante contribución a la cooperación con la OTAN y otras organizaciones internacionales. Además de las operaciones previstas, las Fuerzas de Defensa también están participando en la OTAN y la fuerza de respuesta de la UE que garantizan una respuesta rápida a las crisis emergentes en el mundo de hoy, incluyendo la rápida aplicación de la legítima defensa colectiva.
En 2004, Estonia se unió a OTAN, que había sido uno de sus principales prioridades desde la restauración de la independencia. Estados Unidos es uno de los países con los que Estonia tiene estrecha cooperación en defensa y  seguridad. Estonia utiliza muchas de las armas producidas por Israel Military Industries.
| \| Localización \| Misión \| Tropas \| \| --------------------------------- \| ------------ \| ------ \| \| Contingente Estonio en Afganistán \| ISAF \| 170 \| \| Contingente Estonio en Kosovo \| KFOR \| 50 \| \| Israel \| UNTSO \| 5 \| \| Bosnia \| EUFOR-ALTHEA \| 5 \| | Estonia tiene actualmente 170 soldados, o alrededor del 3% del total de su fuerza militar activa, luchando junto a las fuerzas británicas en Afganistán. Las unidades se rotan regularmente. Estonia también proporciona mantenimiento de la paz en misiones internacionales en Bosnia y Kosovo, y contribuye a las agrupaciones tácticas de la UE y las rotaciones de la Fuerza de Respuesta de la OTAN. |        |
| Localización | Misión | Tropas |
| Contingente Estonio en Afganistán | ISAF | 170    |
| Contingente Estonio en Kosovo | KFOR | 50     |
| Israel | UNTSO | 5      |
| Bosnia | EUFOR-ALTHEA | 5      |